# 感覚与件
センス・データ（Sense data）すなわち感覚与件（かんかくよけん）または感覚所与（かんかくしょよ）は、20世紀初頭にバートランド・ラッセル、C・D・ブロード、H・H・プライス、A・J・エイヤー、G・E・ムーアなどによって展開された知覚哲学上の立場である感覚与件理論（Theory of Sense data）の中心概念。ムーアの造語。児玉聡の説明によれば、「視覚、触覚などの感覚を通じて意識に表われるもの」である。心理学などでは感覚単位（かんかくたんい）と訳される。